# Glashüttenturm (Alloa)

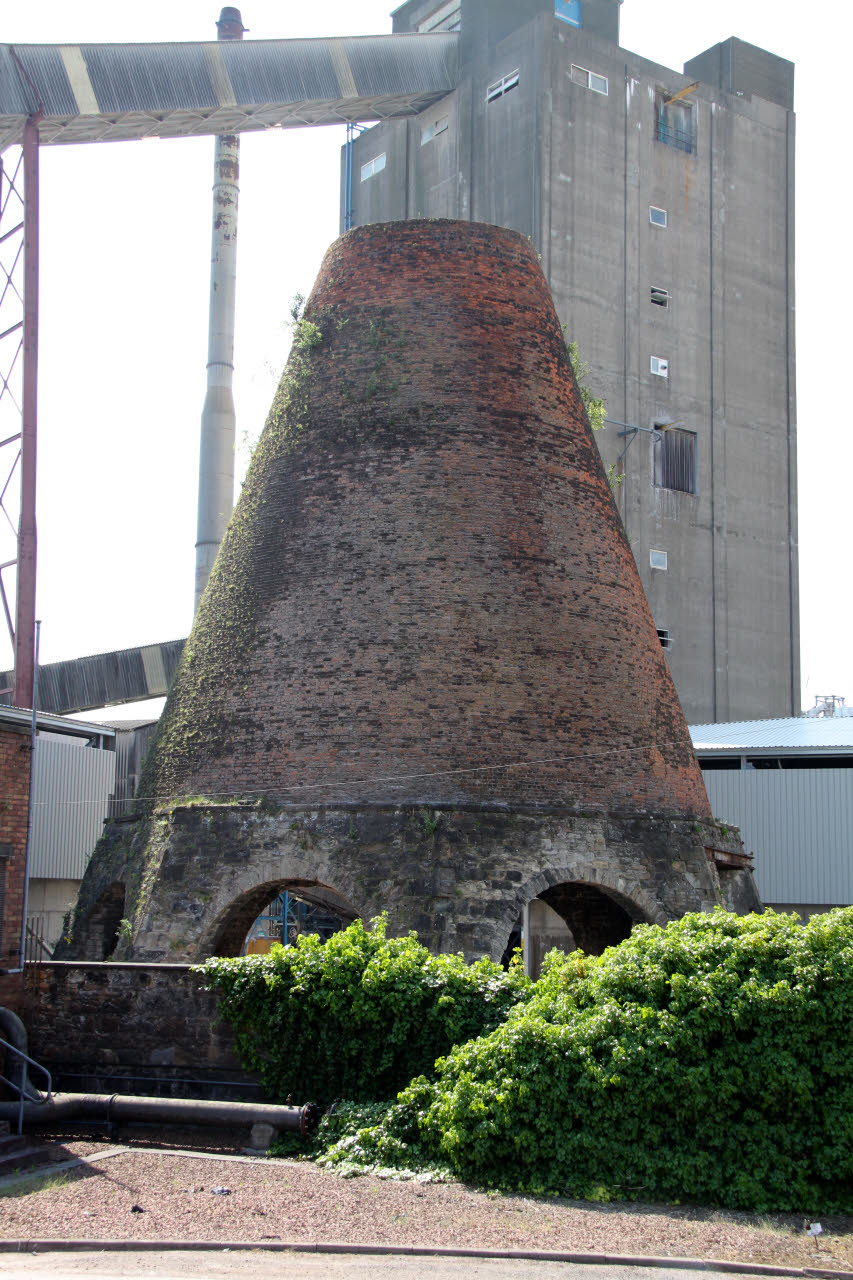
Glashüttenturm von Alloa

Der Glashüttenturm von Alloa befindet sich auf dem Gelände der Alloa Glass Works in der schottischen Stadt Alloa in der Council Area Clackmannanshire. Es handelt sich um den einzigen erhaltenen Glashüttenturm in Schottland. Der kegelförmige Turm ist als Scheduled Monument denkmalgeschützt. Eine aus dem Jahre 1972 stammende Aufnahme in die schottischen Denkmallisten in der höchsten Kategorie A wurde 2015 aufgehoben.

## Geschichte
Im Jahre 1750 wurden die Alloa Glass Works von Lady Frances Erskine gegründet. Den Bau des ersten Glashüttenturms führten eigens zu diesem Zwecke engagierte Spezialisten aus Böhmen durch, die auch die Einweisung der lokalen Arbeiter übernahmen. Der Turm wies einen Durchmesser von 15 m bei einer Höhe von 27 m auf. Im Zuge einer Erweiterung der Anlage wurden zwischen 1825 und 1827 drei weitere Türme errichtet, zu denen auch der heute erhaltene zählt. Zuletzt wurde 1968 der benachbarte Südkegel abgerissen. Der hier beschriebene Nordkegel war zu dieser Zeit in ein Hüllengebäude eingebettet, das im Zuge der Demontage des Südturms entfernt wurde. Heute handelt es sich um den einzigen Glashüttenturm in Schottland und einen von nur vier erhaltenen im gesamten Vereinigten Königreich.

## Beschreibung
Das Mauerwerk des rund 24 m hohen, oben offenen, kegelstumpfförmigen Turms besteht aus Backstein. Er wurde oberhalb eines runden Ofens zur Glasherstellung errichtet. Seine Aufgabe bestand darin, einen ausreichend großen Sog zu erzeugen und so hohe Temperaturen für die Produktion zu ermöglichen. Der Turm ruht auf einem oktogonalen Fundament.